# Khulna (zila)
Khulna is een district (zila) in de divisie Khulna van Bangladesh. Het district telt 2,4 miljoen inwoners en heeft een oppervlakte van 4395 km². De hoofdstad is de stad Khulna.

## Bestuurlijk
Khulna is onderverdeeld in 9 upazila/5 thana (subdistricten), 71 unions, 1106 dorpen en 2 gemeenten.
Subdistricten:
- Upazila: Batiaghata, Dacope, Dumuria, Dighalia, Koyra, Paikgachha, Phultala, Rupsa en Terokhada
- Thana: Khalishpur, Khan Jahan Ali, Kotwali, Daulatpur en Sonadanga